# 第里雅斯特技術工廠
第里雅斯特技術工廠（德語：Stabilimento Tecnico Triestino，簡稱為「STT」）是一家總部設於第里雅斯特的私人造船企業，它也是奧匈帝國最大和最重要的海軍造船企業，諸如建造「拉德茨基級」準無畏艦、泰格霍夫級無畏艦和「君主代艦級」超無畏艦的設計工作都是由該廠負責。
第一次世界大戰後，該公司被轉給了義大利，為該國建造商用與軍用船艦。1929年，該公司與另一家義大利造船廠「第里雅斯特造船廠」合併為「亞得里亞聯合工廠」。